# Palazzo Anguissola Antona Traversi
Palazzo Anguissola Antona Traversi è un palazzo storico situato nel centro di Milano in via Manzoni al civico 10.

## Storia e descrizione

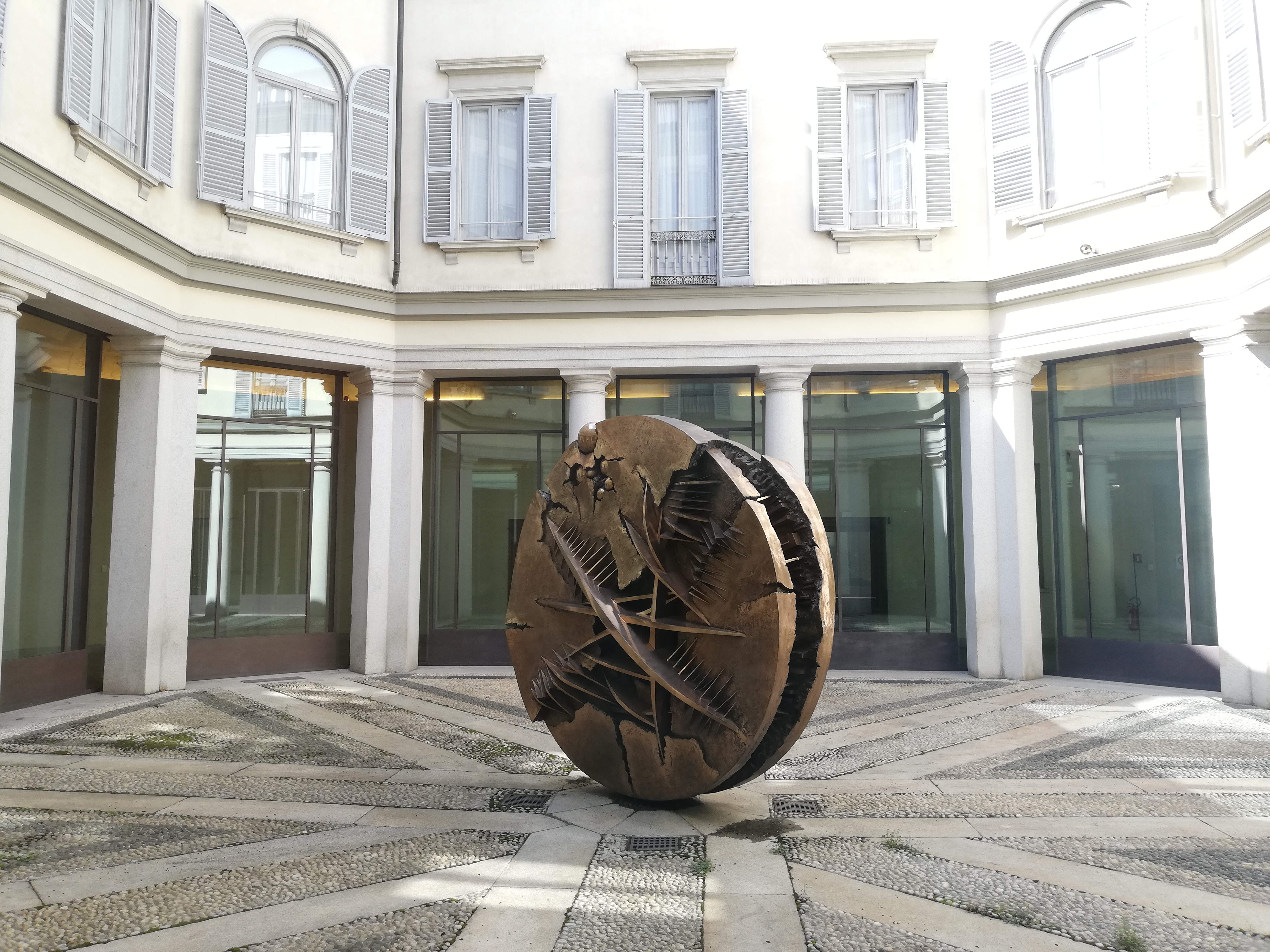
Disco in forma di rosa del deserto di Arnaldo Pomodoro

Il corpo interno del palazzo fu realizzato tra il 1775 e il 1778 su progetto dell'architetto Carlo Felice Soave, originario di Lugano su incarico di Antonio Anguissola.
Nel 1817 il conte Anguissola vendette il suo palazzo a un esponente della borghesia milanese,
l'avvocato Giovanni Battista Traversi, che nel 1829 incaricò l'architetto ticinese Luigi Canonica di realizzarne il corpo anteriore affacciato su via Manzoni. Il Canonica progettò il prospetto con lesene e capitelli corinzi, lo scalone d'onore di Palazzo Anguissola e il chiostro quadrato.
Negli anni Novanta del Novecento è stato operato un restauro dell'edificio a opera degli architetti Valle, Broggi e Burckhardt, con un recupero dei decori in oro, degli stucchi e dei gessi.
Il chiostro, ora completamente chiuso da una vetrata, ospita da alcuni anni il Disco in forma di rosa del deserto di Arnaldo Pomodoro.
Da novembre 2011 parte dell'edificio è sede delle Gallerie d'Italia - Milano, che comprendono anche il vicino Palazzo Brentani.